# Phủ Hà
Phủ Hà là một phường thuộc thành phố Phan Rang – Tháp Chàm, tỉnh Ninh Thuận, Việt Nam.

## Địa lý

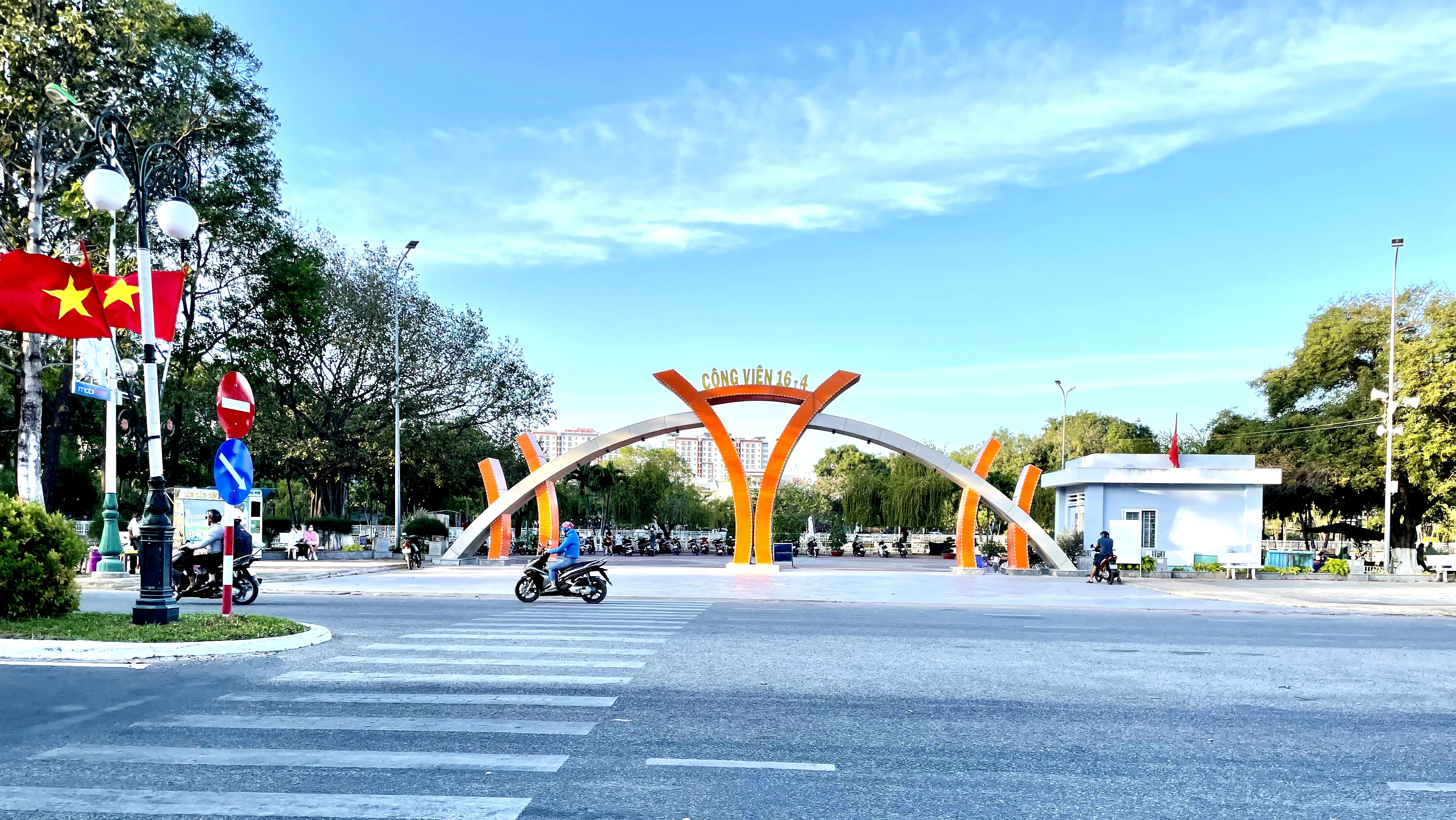
Công viên 16-4

Phường Phủ Hà nằm ở trung tâm thành phố Phan Rang – Tháp Chàm, có vị trí địa lý:
- Phía đông giáp phường Mỹ Bình
- Phía tây giáp phường Phước Mỹ với ranh giới là Quốc lộ 1
- Phía nam giáp phường Kinh Dinh
- Phía bắc giáp phường Đài Sơn và xã Thành Hải.

Phường Phủ Hà có diện tích 2,40 km², dân số năm 2023 là 23.957 người, mật độ dân số đạt 9.982 người/km².

## Lịch sử
Sau năm 1975, Phủ Hà là một phường thuộc thị xã Phan Rang, tỉnh Thuận Hải.
Ngày 27 tháng 4 năm 1977, Hội đồng Chính phủ ban hành Quyết định 124-CP. Theo đó:
- Giải thể thị xã Phan Rang
- Sáp nhập 6 phường: Mỹ Hương, Tấn Tài, Kinh Dinh, Thanh Sơn, Phủ Hà, Đạo Long vào huyện Ninh Hải để thành lập thị trấn Phan Rang, thị trấn huyện lỵ huyện Ninh Hải.

Ngày 1 tháng 9 năm 1981, Hội đồng Bộ trưởng ban hành Quyết định 45-HĐBT. Theo đó, tái lập thị xã Phan Rang với tên gọi mới là thị xã Phan Rang – Tháp Chàm, đồng thời tái lập phường Phủ Hà.
Ngày 25 tháng 12 năm 2001, Chính phủ ban hành Nghị định 99/2001/NĐ-CP. Theo đó, điều chỉnh 15,6 ha diện tích tự nhiên và 541 người của phường Phủ Hà về phường Phước Mỹ quản lý.
Sau khi điều chỉnh địa giới hành chính, phường Phủ Hà còn lại 136,97 ha diện tích tự nhiên và 10.714 người.
Tính đến ngày 31 tháng 12 năm 2023, phường Phủ Hà có 1,30 km² diện tích tự nhiên và quy mô dân số là 13.297 người. Phường Thanh Sơn có 1,10 km² diện tích tự nhiên và quy mô dân số là 10.660 người.
Ngày 28 tháng 9 năm 2024, Ủy ban Thường vụ Quốc hội ban hành Nghị quyết số 1198/NQ-UBTVQH15 về việc sắp xếp đơn vị hành chính cấp xã của tỉnh Ninh Thuận giai đoạn 2023 – 2025 (nghị quyết có hiệu lực từ ngày 1 tháng 11 năm 2024). Theo đó, sáp nhập toàn bộ 1,10 km² diện tích tự nhiên và quy mô dân số là 10.660 người của phường Thanh Sơn vào phường Phủ Hà.
Phường Phủ Hà có 2,40 km² diện tích tự nhiên và quy mô dân số là 23.957 người.